# Venturosa
Venturosa is een gemeente in de Braziliaanse deelstaat Pernambuco. De gemeente telt 16.706 inwoners (schatting 2009).
De gemeente grenst aan Pedra, Alagoinha, Pesqueira en Caetés.